# The Big Blockade
The Big Blockade is een Britse propagandafilm uit 1942, opgenomen in de Londense Ealing Studios in samenwerking met het Britse Ministerie van economische oorlogvoering. De prent is een kruising tussen een documentaire en een fictiefilm: een verteller (Frank Owen) levert commentaar bij de staat van de oorlog tegen Nazi-Duitsland, hetgeen wordt afgewisseld met een verhaal over twee personages die een reis door Duitsland trachten te maken, een bombardement op een elektriciteitscentrale en het personeel van die centrale. Daartussenin wordt tevens een (fictieve) vergadering op het Ministerie van economische oorlogvoering getoond, dat tijdens de Tweede Wereldoorlog zijn onderkomen in de London School of Economics had.
De film legt uit hoe het Verenigd Koninkrijk, naast zijn zeemacht, landmacht en luchtmacht, nog een vierde wapen in de strijd tegen de nazi’s heeft: dit is de economische blokkade. De voorziening van grondstoffen naar het Derde Rijk moet worden afgesneden, en dit zowel te land als ter zee. Adolf Hitler heeft het land inmiddels sterk bewapend en in Duitsland zijn er alternatieven voor bepaalde grondstoffen bedacht: vooral aan Buna wordt in de film veel aandacht besteed. Buna was een polymeer van butadieen en natrium, dat als synthetisch rubber dienst kon doen. De film eindigt dan ook met een bombardement op de fabriek waar Buna geproduceerd werd.
Hier en daar zit ook een vleugje humor in de film. Mijnheer Schneider, directeur van een worstenfabriek, kijkt liefkozend naar een foto, die uiteindelijk een foto van een varken blijkt te zijn, en wanneer het vliegtuig dat het bombardement uitvoert beschoten wordt, roept de copiloot verontwaardigd: "Doe dat licht uit!". De prent wordt tevens herinnerd om het korte optreden van komiek Will Hay als kapitein van een schip. Hij heeft met zijn stuurman een ellenlange discussie over de navicerts, een administratief document dat aan Britse en geallieerde schepen werd toegekend om te voorkomen dat ze nodeloos doorzocht zouden worden en opdat ze eenvoudig reparaties konden verkrijgen. De stuurman ziet er het nut niet van in. Terwijl Hay en zijn stuurman op een Duitse bommenwerper schieten die hen wil doden, blijven ze hardnekkig redetwisten over die certificaten.
De meeste personages in The Big Blockade hebben geen naam; aan het eind van de film wordt eenvoudigweg een opsomming gegeven, waarbij onderscheiden wordt tussen ‘Britse en geallieerde personages’, ‘zeemacht’, ‘luchtmacht’, ‘ambtenarij’, ‘pers’, ‘Rus’, ‘Deen’ enerzijds en ‘Duitsers en quislings’ anderzijds. Michael Redgrave speelde de enige Rus in de film, Leif Konow de enige Deen. De acteurs zijn zowel Britten als Amerikanen. De cameraman was Douglas Slocombe. De film bevat tevens enkele korte beelden van toespraken in het House of Commons door Sir Ronald Cross (toenmalig minister van economische oorlogvoering en scheepvaart) en Hugh Dalton (eveneens minister van economische oorlogvoering).

## Verloop
De verteller geeft door de film heen uitleg omtrent de huidige stand van zaken in de oorlog tegen Duitsland.
In Boedapest neemt mijnheer Schneider de trein. Hij is een nazisympathisant en bezit een worstenfabriek. Hij moet zijn coupé delen met een mijnheer Taylor, die zich als handelsreiziger voordoet. Schneider en Taylor discussiëren over de economische situatie van Duitsland; Schneider is er gerust in dat Duitsland autarkisch is, onder meer dankzij de Buna-Werke. De directeur van de Buna-Werke heeft opdracht van Hermann Göring gekregen, de productie met 100% op te drijven. Alle leden van de directieraad weten dat dit onmogelijk is. Echter, voor hen allen dreigt concentratiekamp Dachau indien ze falen.
In werkelijkheid werkt Taylor voor het Ministerie van economische oorlogvoering. In Londen verstrekt hij uitleg aan een groep gegadigden omtrent hoe de economische oorlog gevoerd wordt.
Er volgen fragmenten uit Duitse propagandafilms en toespraken van Lord Haw-Haw, gepaard met beelden van explosies en marcherende legers in Noorwegen, Nederland en België. Als voorbeeld van economische oorlogvoering wordt een man in Kopenhagen getoond, die tijdens een etentje door Duitsers onder druk wordt gezet om ladingen koper aan te kopen en ze vervolgens naar Duitsland door te verkopen. De man beweert later evenwel dat de ladingen door spionagediensten onderschept zijn. Voorts volgen er beelden van schepen die onderzeeërs beschieten en van vliegtuigen die bommen op strategisch belangrijke Duitse gebouwen gooien. Een Noors schip werkt graag met de Britten mee, maar een Italiaans schip blijkt illegaal koper te transporteren, dat geconfisqueerd wordt.
Schneider heeft een Rus ontmoet, die zijn uiterste best doet om per trein door Duitsland te reizen, maar reeds 18 keer heeft moeten overstappen doordat de sporen gebombardeerd zijn. In Hamm moeten ze uit de trein stappen en een bus nemen, maar de bus krijgt een lekke band en er is geen reserve. Gaandeweg geeft Schneider tegenover de Rus toe dat Duitsland een probleem met de bevoorrading heeft.
Joseph Goebbels drijft de propaganda op. Een vertegenwoordiger van het propagandaministerie komt een admiraal van de Duitse zeemacht toestemming vragen om hem te mogen citeren wanneer hij stelt dat de Duitse verliezen gering zijn en de vijand gauw verslagen zal worden. Dat is echter het tegendeel van wat de admiraal beweert, dus geeft hij de man toestemming, hem ‘verkeerd te citeren’.
Verder volgt nog een vergadering van de leiders van de veroverde landen, die wordt voorgezeten door een uiterst gemene Duitse officier met name von Geiselbrecht. Hij vermaant de gegadigden omdat hun productie van grondstoffen onder het verwachte cijfer blijft, en spoort hen aan om meer dwangarbeid in te voeren en extra concentratiekampen op te richten. Hij bespot de Italiaanse vertegenwoordiger op de vergadering: het succes van Benito Mussolini is beneden alle peil, en Italië had er beter aan gedaan niet aan de oorlog deel te nemen, of althans niet aan de zijde van Duitsland.
Mijnheer Schneider en de Rus moeten naar een schuilkelder. Op de grammofoon wordt het Horst Wessellied gespeeld, terwijl het dak van de schuilkelder enigszins instort. Schneider verzekert de Rus dat de Führer een eeuwig vriendschapsverdrag met de Sovjet-Unie heeft afgesloten. In de volgende scène komen krantenkoppen met het nieuws dat Hitler de Sovjet-Unie heeft aangevallen. De verteller geeft duiding bij de militaire blokkade vanuit het oosten: zowel Noord- als Zuid-Amerika staat aan de zijde van de geallieerden, en Japan is te geïsoleerd om van invloed te kunnen zijn.
Het laatste gedeelte van de film beschrijft een bombardement op de Buna-Werke. De directieleden houden net een vergadering waarin ze het erover eens zijn dat de productie onmogelijk verdubbeld kan worden, wanneer eensklaps het alarm weerklinkt. Het gezelschap trekt naar de schuilkelder, en de bommenwerper vernietigt de gehele fabriek. Een van de directieleden is opgetogen: nu is het immers hun schuld niet meer dat de cijfers niet gehaald kunnen worden en is er geen reden om hen naar Dachau te sturen. Alle aanwezigen zijn de Britse luchtmacht uiterst dankbaar. De bommenwerper wordt beschoten, waarna brand aan boord uitbreekt. De twee vliegeniers op het achterdek slagen erin de brand te blussen, maar een van hen loopt ernstige wonden aan zijn hand op. Wanneer het vliegtuig weer in Engeland neerstrijkt, wordt ingezoomd op het embleem dat erop geschilderd is: Sint-Joris en de draak.

## Acteurs
| Acteur        | Personage        |
| ------------- | ---------------- |
| Frank Owen    | verteller        |
| Leslie Banks  | Taylor           |
| Frank Cellier | Schneider        |
| Leif Konow    | Ensberg          |
| Robert Morley | von Geiselbrecht |
| John Mills    | Tom              |

Naamloze personages
| Acteur            | Personage                   |
| ----------------- | --------------------------- |
| Will Hay          |                             |
| Bernard Miles     |                             |
| John Stuart       |                             |
| David Evans       |                             |
| Peter de Greeff   |                             |
| Michael Rennie    |                             |
| Morland Graham    |                             |
| Owen Reynolds     |                             |
| Quentin Reynolds  |                             |
| Michael Redgrave  | Rus                         |
| Joss Ambler       |                             |
| Alfred Drayton    | directeur van de Buna-Werke |
| Marius Goring     |                             |
| Albert Lieven     |                             |
| Elliott Mason     |                             |
| George Merritt    |                             |
| Austin Trevor     |                             |
| Percy Walsh       |                             |
| Charles Minor     |                             |
| Bernard Rebel     |                             |
| George Woodbridge |                             |